# Eric Saade

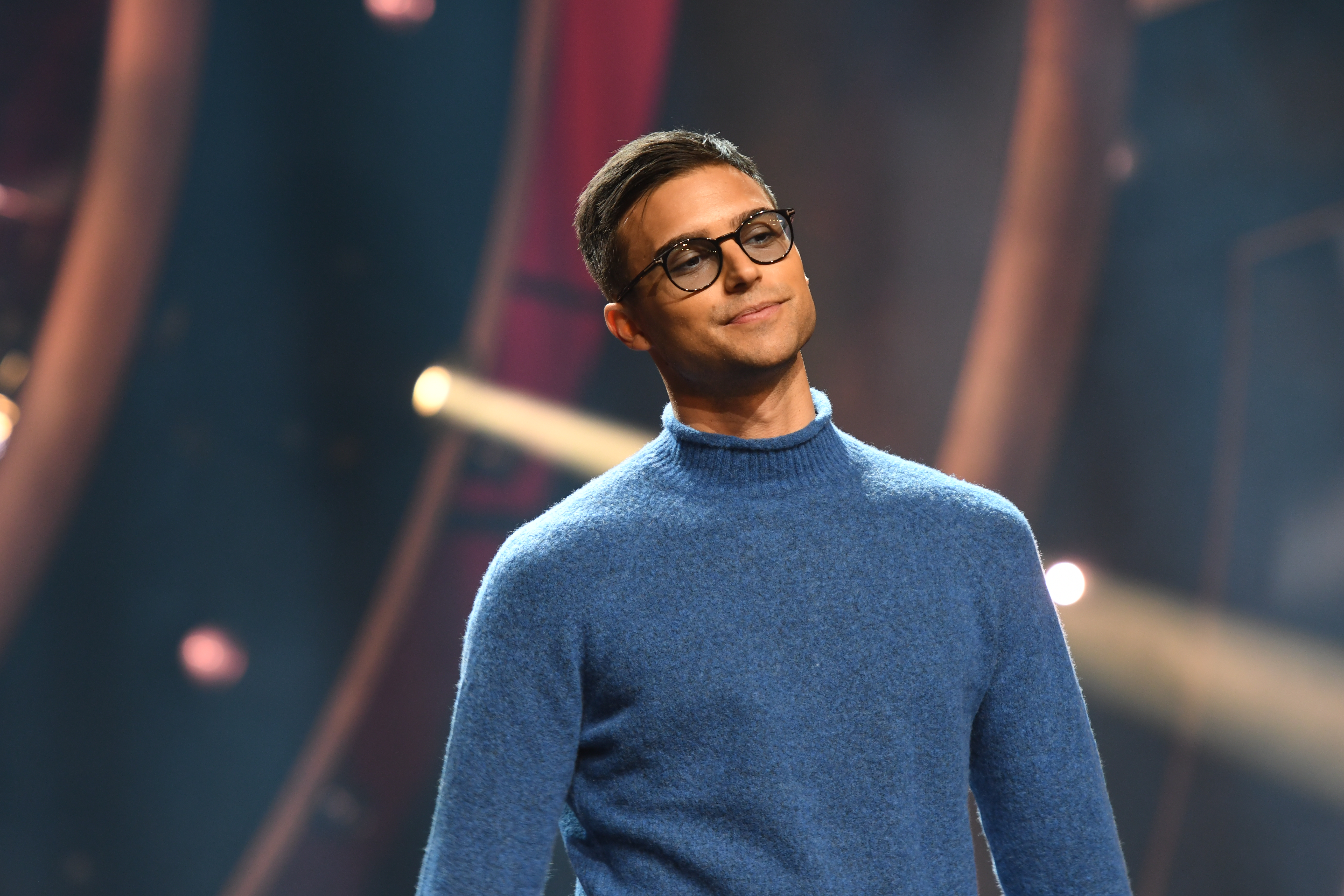
Eric Saade (2019)

Eric Khaled Saade (* 29. Oktober 1990 in Kattarp, Helsingborg) ist ein schwedischer Sänger und Fernsehmoderator. 2011 vertrat er sein Heimatland beim Eurovision Song Contest mit dem englischsprachigen Song Popular. Seit Ende August 2013 besitzt er eine Tanzschule.

## Leben
Eric Saade wurde 1990 in Kattarp außerhalb von Helsingborg als Sohn einer Schwedin und eines Libanesen palästinensischer Herkunft geboren. Seine Eltern ließen sich scheiden, als er vier Jahre alt war. Er ist der zweitälteste unter acht Geschwistern und Halbgeschwistern. Mit dreizehn Jahren begann er Songs zu schreiben. Erste Aufmerksamkeit erreichte er als Gewinner der schwedischen Musikshow Joker. Fußball war seine größte Leidenschaft, bevor er mit fünfzehn Jahren seinen ersten Musikvertrag unterschrieb.

### Privatleben
Saade hatte eine Beziehung mit der schwedischen Sängerin Molly Sandén. Sie lebten seit Anfang 2011 zusammen, bis ihre Beziehung am 9. Januar 2012 offiziell endete.

## Karriere

### Musikkarriere

#### 2009–2010: Beginn und erste Erfolge
Vor seiner Solo-Karriere war er Mitglied bei der schwedischen Boyband What’s Up!, mit der er ein Album sowie zwei Singles veröffentlichte, ehe er ausstieg, um sich auf seine Solo-Karriere zu konzentrieren.
2009 erschien mit dem Song Sleepless die erste Single von Eric Saade und erreichte den 44. Platz der schwedischen Single-Charts.
2010 versuchte sich Saade erstmals beim Melodifestivalen, dem schwedischen Vorentscheid zum Eurovision Song Contest, und wurde mit dem Titel Manboy Dritter. Der von Frederik Kempe geschriebene Song erreichte die Spitze der schwedischen Hitparaden und wurde mit Platin ausgezeichnet. Nach dem Wettbewerb wurde er zu einem von fünf Mitgliedern der schwedischen Jury für den Eurovision Song Contest 2010 ernannt und durfte im Finale die Ergebnisse der schwedischen Zuschauer und Juroren verkünden.
Im Mai erschien das Debütalbum des Künstlers. Masquerade konnte bis auf den zweiten Platz der schwedischen Albumcharts klettern und wurde mit einer Goldenen Schallplatte ausgezeichnet. Im Sommer tourte er mit seiner Masquerade Tour durch Schweden. Saade gab 23 Konzerte.

#### 2011: Teilnahme am Eurovision Song Contest

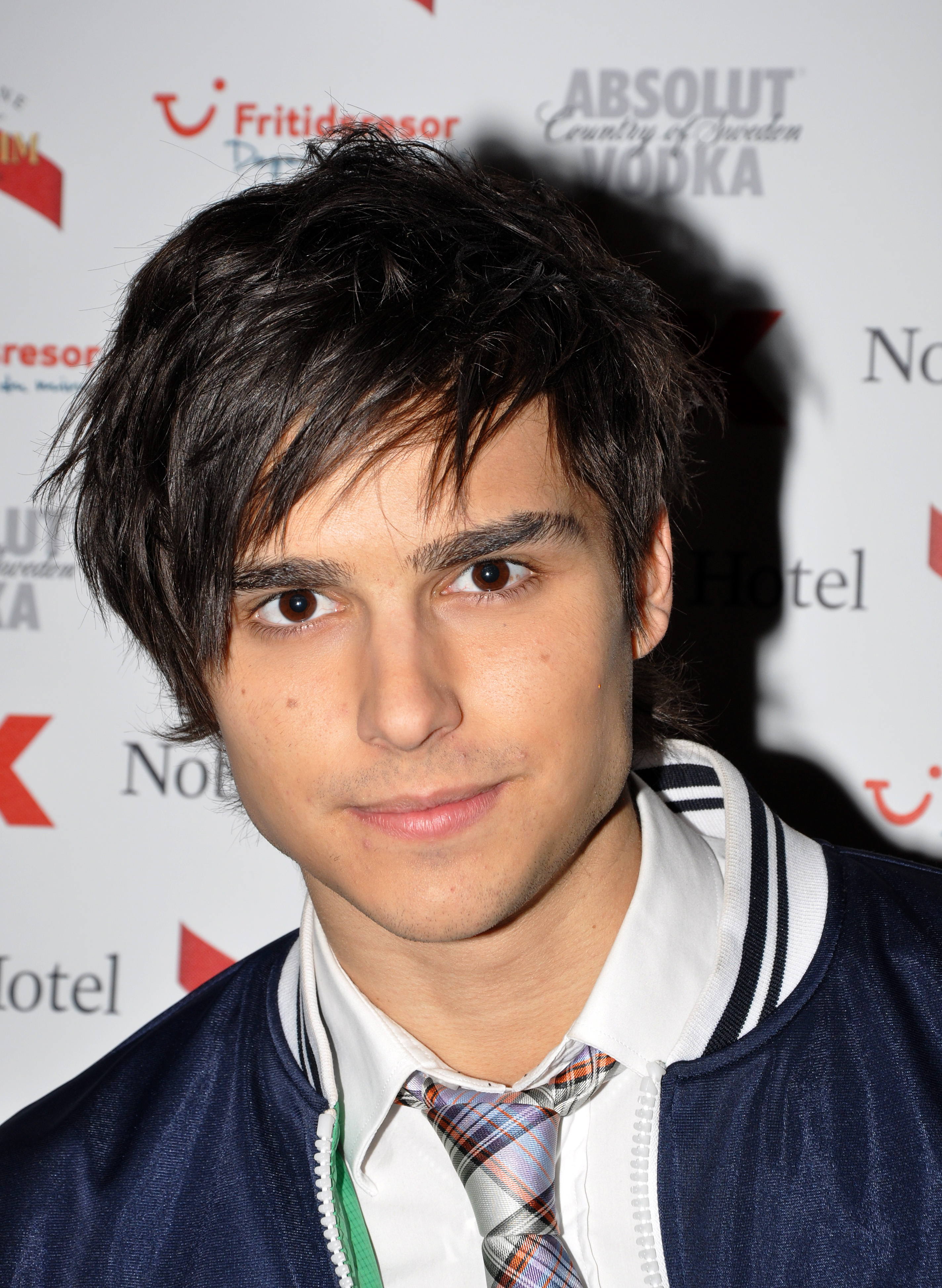
Eric Saade (2011)

Im folgenden Jahr trat er erneut beim populären Melodifestivalen an, dieses Mal mit dem ebenfalls von Frederik Kempe geschriebenen Song Popular. Nachdem er die erste Runde für sich entscheiden konnte, gewann er das Finale des Wettbewerbs mit 54 Punkten Vorsprung zum Zweitplatzierten Danny Saucedo und löste somit das Ticket zum Eurovision Song Contest 2011, der (nach dem Sieg der deutschen Sängerin Lena im Jahr 2010) in Düsseldorf stattfand. Im Vorfeld als Mitfavorit auf den Sieg gehandelt, konnte er zunächst das zweite Semifinale mit 155 Punkten für sich entscheiden und landete im Finale der Veranstaltung hinter dem aserbaidschanischen Duo Ell und Nikki und dem Italiener Raphael Gualazzi mit 185 Punkten auf dem dritten Platz. Es war die beste schwedische Platzierung im Wettbewerb seit dem Sieg von Charlotte Nilsson im Jahr 1999.
Saade errang mit Popular daraufhin Chartplatzierungen in einigen Ländern Europas, unter anderem in Deutschland, Österreich und Großbritannien.

#### 2011–2012: Tour und 3. AlbumSaade Vol. 2
Im Juni 2011 veröffentlichte Saade in Schweden den Song Hearts in the Air, an dem auch der Rapper J-Son beteiligt ist. Der Titel konnte den zweiten Rang der schwedischen Charts erklimmen. Im Sommer tourte er mit seiner Made of Pop Tour durch Schweden. Diese endete im August 2011 in Stockholm nach 22 Konzerten.
Im November 2011 erschien das dritte Album des Sängers. Die erste Single des Albums Hotter than Fire ist eine Zusammenarbeit mit Dev und erschien am 2. November 2011 in Schweden.
Im April 2012 veröffentlichte er zusammen mit Tone Damli den Song Imagine, der auf Platz neun der norwegischen Charts einstieg. Auch in den Schwedischen Charts war er zu finden. Dort erreichte die Single für eine Woche den 49. Platz. Des Weiteren erschienen die Singles Marching (In the Name of Love) und Miss Unknown, diese konnten keinen Platz in den schwedischen Singlecharts erklimmen. In Norwegen erschien im Dezember 2012 sein erstes Best-Of-Album Deluxe, auf dem Marching und Imagine enthalten waren.
Im Frühjahr 2012 tourte er mit seiner dritten Tour, der Pop Explosion Tour durch Schweden. Nach 15 Konzerten veröffentlichte er im November 2012 seine erste Konzert-DVD bzw. Livealbum vom letzten Pop-Explosion-Konzert in Stockholm.

#### 2013–2014: Viertes StudioalbumForgive Me
Im Mai 2013 erschien die Single Winning Ground der offizielle Song der UEFA Frauen Europameisterschaft 2013. Mit diesem Titel trat er auch beim Finale in der Friends Arena in Solna auf. Wenige Tage zuvor erschien Saades erste offizielle Singleauskopplung Coming Home aus seinem vierten Studioalbum Forgive Me, das am 28. August 2013 erschien. Nachdem die Titelliste von Forgive Me erschienen war, war Miss Unknown die erste Auskopplung, da dieser Song es auf das Album schaffte. Um die Coming Home EP zu promoten, tourte Saade im Sommer 2013 zum vierten Mal in Schweden und Norwegen. Trotz seiner Coming Home-Tour verpasste die Single die Singlecharts. Im August 2013 koppelte Saade zusammen mit A-Lee die Single Flashy aus Forgive Me aus. Sie konnte die Spitzenposition der Albumcharts erreichen, jedoch konnte es nicht an die vorherigen Alben anknüpfen.
Im Mai 2014 erschien Saades erste Single auf Schwedisch. Du Är Aldrig Ensam erreichte nicht die Charts. Im Juli 2014 erschien die Single Take a Ride.

#### 2015–2020:Saade – EPundDet Svarta Fåret
Im Jahr 2015 nahm Saade erneut am Melodifestivalen teil. Mit dem Song Sting gewann er das Halbfinale und zog in das Finale des Vorentscheides ein. Im Finale erreichte Saade den fünften Platz. Mit der Single Sting erreichte Saade erstmals seit 2012 wieder die Schwedischen Singlecharts. Die Single erreichte Platz fünf. Im Mai 2015 erschien die Single Girl From Sweden, welche er auf seiner Tournee vorstellte. Ein Musikvideo wurde ebenfalls dazu veröffentlicht. Der Song scheiterte jedoch an den Schwedischen Singlecharts.
2016 veröffentlichte Saade, die Single Colours, welche ein Stilwechsel markierte. Die Single wurde positiv aufgenommen und war die erste Single seiner zweiten EP, welche im Sommer 2016 erschien und den Namen Saade trug. Die EP beinhaltet fünf Songs, die zweite Auskopplung Wide Awake, wurde ebenfalls positiv aufgenommen.
2017 erschien mit Another Week eine weitere Single, welche es nicht in die Musikcharts schaffte. Im gleichen Jahr verließ Saade seine Plattenfirma Roxy Recordings und wechselte zu Warner Music Sweden.
Im Herbst 2017 nahm er bei Så mycket bättre teil, die schwedische Version von Sing meinen Song – Das Tauschkonzert. Seit der Teilnahme veröffentlicht Saade auch schwedische Singles, so auch 2018 mit den Songs Så Jävla Fel und Vill Ha Mer. 2019 veröffentlichte er im Zuge seiner Moderation des Melodifestivalen 2019, die Single Ljuset, welche er zusammen mit Sarah Dawn Finer aufnahm. Darüber hinaus erschienen die schwedischen Singles Skit För Varandra und Postcard. Letztere genannte schaffte es in die schwedischen Singlecharts und erreichte Platz 35.
Im April 2020 veröffentlichte Saade die nächste Single Glas. Kurz nach der Singleveröffentlichung gab Saade bekannt, im Juni mit Det Svarta Fåret, sein fünftes Studioalbum zu veröffentlichen. Es handelt sich bei dem Album um sein erstes Studioalbum auf Schwedisch und es beinhaltet alle Singles von Saade, welche er seit 2018 veröffentlicht hatte, sowie zwei weiteren Songs. Das Album schaffte allerdings nicht den Einzug in die Charts.

#### Seit 2021:Teilnahme beim Melodifestivalen 2021
Im Dezember 2020 wurde bekannt, dass Saade 2021 erneut beim Melodifestivalen teilnehmen wird. Sein Song Every Minute wurde von ihm sowie Linnea Deb, Joy Deb und Jimmy „Joker“ Thörnfeldt geschrieben. Er konnte sich direkt für das Finale qualifizieren. Am Ende erreichte Saade den zweiten Platz.

### Eric Saade als Moderator
Saade war 2009 Moderator der Sendung My Camp Rock auf dem schwedischen Disney Channel und moderierte die Talentshow Julias Stjärnskott.
Eric Saade interviewte mit 16 beim schwedischen Disney Channel den Hollywoodschauspieler Zac Efron.
2013 hat Saade als Moderator vom Green Room aus die Hauptmoderatorin Petra Mede beim Eurovision Song Contest 2013 unterstützt.
2019 führte Saade gemeinsam mit Sarah Dawn Finer, Marika Carlsson und Kodjo Akolor durch das Melodifestivalen 2019, dem schwedischen Vorentscheid zum Eurovision Song Contest in Tel Aviv, Israel.

## Musikalische Entwicklung

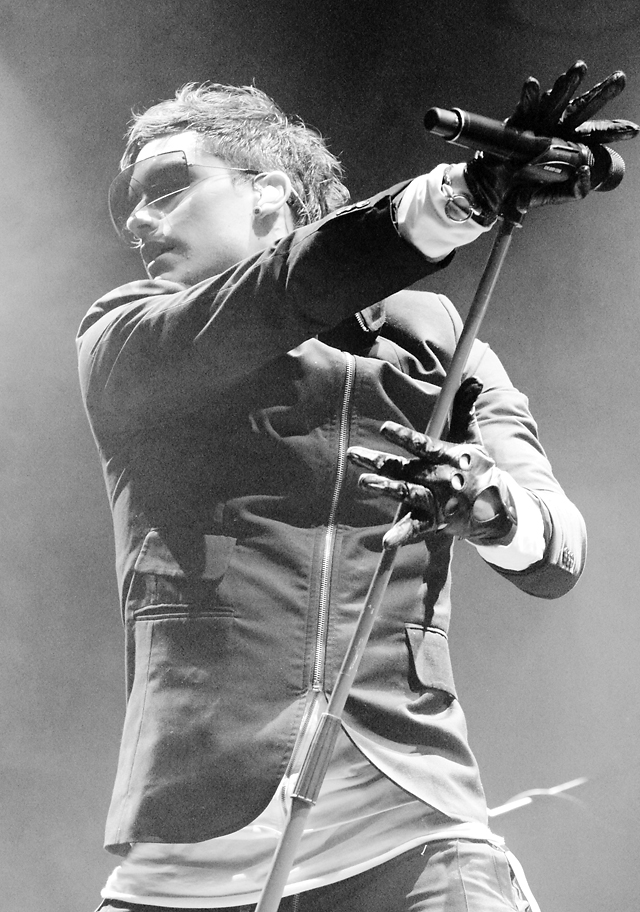
Eric Saade auf seiner Made Of PopTour 2011

Während das Debütalbum Masquerade eher Pop- und Rockelemente besaß, so wurde das zweite Album Saade Vol. 1 von Dance-Songs dominiert. Ab Saade Vol. 2 schrieb Saade erstmals eigene Songs und das Album enthielt mehr Pop-Songs. Im Jahr 2012 änderte Saade seinen Stil grundlegend. Die neuen Songs waren eine Mischung aus Pop und Hip-Hop Songs.
Saade erzählte im Interview, dass das vierte Studioalbum Forgive Me einen anderen Stil besitzt als seine Vorgänger. Er ist, laut Eric Saade, persönlicher und erzählt von eigenen Erfahrungen, die er nach der Trennung von Molly Sandén hatte. Obwohl die Auskopplungen des Albums, wie zum Beispiel Coming Home, nicht die schwedischen Charts erreichte, trifft der Song und die EP auf große Zustimmung in vielen Ländern Europas.

## Diskografie
Studioalben

| Jahr | Titel            | Höchstplatzierung, Gesamtwochen, AuszeichnungChartplatzierungen (Jahr, Titel, Platzierungen, Wochen, Auszeichnungen, Anmerkungen) | Höchstplatzierung, Gesamtwochen, AuszeichnungChartplatzierungen (Jahr, Titel, Platzierungen, Wochen, Auszeichnungen, Anmerkungen) | Höchstplatzierung, Gesamtwochen, AuszeichnungChartplatzierungen (Jahr, Titel, Platzierungen, Wochen, Auszeichnungen, Anmerkungen) | Anmerkungen                             |
| Jahr | Titel            | DE | AT | SE | Anmerkungen                             |
| ---- | ---------------- | --- | --- | --- | --------------------------------------- |
| 2010 | Masquerade       | — | — | SE2 Gold · (58 Wo.)SE | Erstveröffentlichung: 19. Mai 2010      |
| 2011 | Saade Vol.1      | — | — | SE1 Platin · (44 Wo.)SE | Erstveröffentlichung: 26. Juni 2011     |
| 2011 | Saade Vol.2      | — | — | SE1 Platin · (22 Wo.)SE | Erstveröffentlichung: 30. November 2011 |
| 2013 | Forgive Me       | — | — | SE1 (5 Wo.)SE | Erstveröffentlichung: 28. August 2013   |
| 2020 | Det Svarta Fåret | — | — | — | Erstveröffentlichung: 12. Juni 2020     |

## Tourneen
- 2010: Masquerade Tour
- 2011: Made Of Pop Concert Tour
- 2012: Pop Explosion Concert Tour
- 2013: Coming Home Tour
- 2015: Stripped Live Tour

## Auszeichnungen und Nominierungen
| Jahr | Auszeichnung                               | Kategorie                       | Arbeit          | Ergebnis  |
| ---- | ------------------------------------------ | ------------------------------- | --------------- | --------- |
| 2010 | Scandipop Awards                           | „Brightest New Hope for 2010“   | Eric Saade      | Gewonnen  |
| 2010 | Marcel Bezençon Awards (Melodifestivalen)  | „Artistic Award“                | Manboy          | Gewonnen  |
| 2010 | Rockbjörnen Awards                         | „Best Swedish Song of the Year“ | Manboy          | Nominiert |
| 2010 | Rockbjörnen Awards                         | „Best Swedish Male Live Act“    | Eric Saade      | Nominiert |
| 2010 | Rockbjörnen Awards                         | „Best Breakthrough Act“         | Eric Saade      | Nominiert |
| 2011 | Scandipop Awards                           | „Best Male“                     | Eric Saade      | Gewonnen  |
| 2011 | Scandipop Awards                           | „Best New Artist“               | Eric Saade      | Nominiert |
| 2011 | Scandipop Awards                           | „Best Male Album“               | Masquerade      | Nominiert |
| 2011 | Scandipop Awards                           | „Best Album from a New Artist“  | Masquerade      | Gewonnen  |
| 2011 | Scandipop Awards                           | „Best Male Single“              | Manboy          | Nominiert |
| 2011 | Scandipop Awards                           | „Best Male Single“              | It’s Gonna Rain | Nominiert |
| 2011 | Scandipop Awards                           | „Best Single from a New Artist“ | It’s Gonna Rain | Nominiert |
| 2011 | Scandipop Awards                           | „Best Single from a New Artist“ | Manboy          | Nominiert |
| 2011 | Grammis                                    | „Song of the Year“              | Manboy          | Nominiert |
| 2011 | QX Gay Awards                              | „Artist of the Year“            | Eric Saade      | Nominiert |
| 2011 | Marcel Bezençon Awards (Melodifestivalen)  | „Press Award“                   | Popular         | Gewonnen  |
| 2011 | Nickelodeon Kids’ Choice Awards (Schweden) | „Sweden’s Favorite Star“        | Eric Saade      | Nominiert |
| 2011 | ESC Radio Awards                           | „Best Male Artist“              | Eric Saade      | Gewonnen  |
| 2011 | ESC Radio Awards                           | „Best Song“                     | Popular         | Gewonnen  |